# 2016年中國國民黨主席補選
中國國民黨第九屆黨主席第二次補選，於2016年（民國105年）3月26日舉行，是中國國民黨自2001年第六屆黨主席選舉以來所舉辦的第七次黨員直選主席。選舉曾計劃于2月27日舉行，後由於多數中常委一面倒反對倉促補選，並質疑有替特定人士量身訂做之嫌，因此，國民黨中常會20日決議，補選日期由原規劃的2月27日，延後1個月到3月26日，新任黨魁將在3月30日就職。另外，選舉作業費200萬元，也接受青年中常委的建議，下修至新臺幣160萬元，並會舉辦政見會。選舉方式採用國民黨黨員直接、平等、無記名、單記、相對多數的投票制度。本次投票率在當時創下2001年黨主席開放直選以來史上新低的紀錄，僅稍超過四成，但此紀錄已被2020年黨主席補選的三成八所打破，現為次低之紀錄。
在當年的中華民國總統選舉中，國民黨提名的候選人及時任黨主席朱立倫敗選，選舉後朱立倫宣布辭去黨主席職務，黨主席職務由時任副主席黃敏惠代理，成為國民黨成立以來的首位女性代理黨主席。
宣布參選的黨員，依宣布參選時間為：臺北市議員李新、台北市議員鍾小平、前立法院副院長洪秀柱、前臺北市市長郝龍斌、立法委員陳學聖、大林鎮鎮長落選人簡志偉、前新北市議員陳明義、國民黨代理主席黃敏惠、國民黨中常委林榮德。另外，曾擔任國民黨中評委的新黨主席郁慕明也表態參選，並力邀曾擔任中國國民黨秘書長的親民黨主席宋楚瑜參選，但根據現行國民黨黨章規定，除非兩人恢復國民黨黨籍，否則並無參選資格。鍾小平、簡志偉因無擔任中央委員以上之經歷而無參選資格。郝龍斌在黃敏惠參選後隨即宣布退選。陳明義於領表後24小時內宣布退選。林榮德於2月17日時宣布退選。
領表截止時共6人完成領表，創下國民黨自成立以來，參選黨主席人數最多的紀錄。但於陳明義、林榮德相繼退選後，僅剩4人競選。
絕大部分表態的參選者皆具有新黨黨籍或淵源，例如：李新（？－2001年）、鍾小平（？－2002年，資格不符）、洪秀柱（新黨前身新國民黨連線成員）、郝龍斌（1994年－2006年1月，已表態棄選）、郁慕明（1993年－，資格不符），使國民黨會不會「新黨化」成為議題。
本次補選以針對當年總統大選敗選後國民黨的黨內改革，以及主席的年齡、世代交替為主要議題。
依中國國民黨《黨章》第19條規定「主席之任期為四年」，故本次補選當選之黨主席預計於2016年3月30日就職後，任期至2017年，遞補第六屆黨主席馬英九及朱立倫未完成之任期。
選舉結果，前立法院副院長洪秀柱在第一輪投票以過半票數，高票黨選中國國民黨自創黨以來首位女性黨主席，但也是黨員開放直選以來，當選票數最低的黨主席。時任代理主席黃敏惠成為首位尋求真除及連任失敗的黨主席，但為目前尋求連任失利的主席中以最高得票率落選者。新黨主席郁慕明表示，在洪秀柱選上黨主席後，新黨內部有一批人，希望新黨應全力挺洪，也希望「我帶他們回去」。郁慕明也表示，「新黨化」有什麼不好？

## 作業時程
| 中國國民黨105年黨主席補選作業時程 | 中國國民黨105年黨主席補選作業時程 |
| 辦理日期                          | 作業項目                          |
| --------------------------------- | --------------------------------- |
| 2016年1月25日                     | 中央黨部發佈公告。                |
| 2016年1月26日至1月27日            | 參選人領表及受理登記。            |
| 2016年1月26日至2月21日            | 參選人連署。                      |
| 2016年2月22日                     | 參選人登記。                      |
| 2016年2月26日                     | 候選人資格審查暨號次抽籤。        |
| 2016年3月1日至3月2日              | 公告選舉人名冊。                  |
| 2016年3月26日                     | 進行黨員投票、開票。              |

## 表態參選人
本次補選共計10人表態參選、6人完成領表、4人完成連署，依照宣布參選時間為：
| 2016年中國國民黨主席補選表態參選人 | 2016年中國國民黨主席補選表態參選人 | 2016年中國國民黨主席補選表態參選人                                   |
| 表態參選人                         | 簡歷 | 狀態                                                                 |
| ---------------------------------- | --- | -------------------------------------------------------------------- |
| 李新                               | 出生、年齡： 1953年7月16日 - 2017年9月28日（64歲） · 中華民國臺灣省臺北縣（今新北市） 公職： 台北市議會第8－12屆議員（1998－2017） 中央黨職： 中央常務委員（2013－2017）                                                    | 選舉狀態：落選。 宣布參選：2016年1月17日 登記參選：2016年1月26日     |
| 鍾小平                             | 出生、年齡： 1962年8月27日 · 中華民國臺灣省臺北市（今臺北市） 公職： 台北縣議會第13屆議員（1994－1998） 台北市議會第8、11－12屆議員（1998－2002、2010－） 中央黨職： 無                                                     | 選舉狀態：資格不符。 宣布參選：2016年1月20日                         |
| 洪秀柱                             | 出生、年齡： 1948年4月7日 · 中華民國臺灣省臺北市（今臺北市） 公職： 立法院第14任副院長（2012－2016） 立法院第1－8屆立法委員（1990－2016） 中央黨職： 副主席（2012－2015） 代理秘書長（2014－2015）                          | 選舉狀態：當選。 宣布參選：2016年1月20日 登記參選：2016年1月27日     |
| 郝龍斌                             | 出生、年齡： 1952年8月22日 · 中華民國臺灣省臺北縣士林鎮（今臺北市士林區） 公職： 立法院第3－4屆立法委員（1996－2001） 行政院環境保護署署長（2001－2003） 臺北市第13－14任市長（2006－2014） 中央黨職： 副主席（2014－2016） | 選舉狀態：宣布退選。 宣布參選：2016年1月21日 宣布退選：2016年1月27日 |
| 郁慕明                             | 出生、年齡： 1940年7月19日 · 中華民國上海市 公職： 立法院第1－3屆立法委員（1990－1999） 中央黨職： 中央委員（1988-1993） | 選舉狀態：資格不符。 宣布參選：2016年1月25日                         |
| 陳學聖                             | 出生、年齡： 1957年9月28日 · 中華民國臺灣省臺北市（今臺北市） 公職： 臺北市議會第6－7屆議員（1989－1998） 立法院第4－5、8－9屆立法委員（1999－2002、2012－） 中央黨職： 中央常務委員（2005－2009）                          | 選舉狀態：落選。 宣布參選：2016年1月25日 登記參選：2016年1月27日     |
| 簡志偉                             | 出生、年齡： 1978年10月17日 · 臺灣 公職： 立法委員簡東明辦公室主任 中央黨職： 無 | 選舉狀態：資格不符。 宣布參選：2016年1月26日                         |
| 陳明義                             | 出生、年齡： 1967年9月18日 · 中華民國臺灣省澎湖縣 公職： 臺北縣五股鄉第15、16屆鄉民代表（1998－2006） 臺北縣議會第16屆議員（2006－2010） 新北市議會第1屆議員（2010－2014） 中央黨職： 中央委員（2009－）                    | 選舉狀態：宣布退選。 宣布參選：2016年1月27日 宣布退選：2016年1月29日 |
| 黃敏惠                             | 出生、年齡： 1959年1月20日 · 中華民國臺灣省嘉義縣東石鄉 公職： 嘉義市第7－8任市長（2005－2014） 立法院第4－6屆立法委員（1999－2005） 國民大會第3屆代表（1996－1999） 中央黨職： 代理主席（2016） 副主席（2008－2016）       | 選舉狀態：落選。 宣布參選：2016年1月27日 登記參選：2016年1月27日     |
| 林榮德                             | 出生、年齡： 1959年10月6日 · 中華民國臺灣省新竹縣新竹市（今新竹市） 公職： 國民大會第3屆代表（1996－2000） 中央黨職： 中央常務委員（2013－）                                                                                | 選舉狀態：宣布退選。 宣布參選：2016年1月27日 宣布退選：2016年2月17日 |

## 選舉結果
| 1        | 陳學聖   | 中國國民黨    | 6,784票  | 4.86%                       |                             |
| 2        | 李新     | 中國國民黨    | 7,604票  | 5.45%                       |                             |
| 3        | 黃敏惠   | 中國國民黨    | 46,341票 | 33.21%                      |                             |
| 4        | 洪秀柱   | 中國國民黨    | 78,829票 | 56.48%                      | 當選                        |
| 選舉日期 | 選舉日期 | 2016年3月26日 | 選舉人數 | 337,351人                   | 337,351人                   |
| 投票率   | 投票率   | 41.61%        | 投票人數 | 有效：139,558人 無效：800人 | 有效：139,558人 無效：800人 |

- 標示粗體者為時任代理主席

### 各縣市詳細投票結果
| 黨部別   | 投票數 | 陳學聖 | 陳學聖 | 李新   | 李新   | 黃敏惠 | 黃敏惠 | 洪秀柱 | 洪秀柱 |
| 黨部別   | 投票數 | 得票數 | 得票率 | 得票數 | 得票率 | 得票數 | 得票率 | 得票數 | 得票率 |
| -------- | ------ | ------ | ------ | ------ | ------ | ------ | ------ | ------ | ------ |
| 臺北市   | 12,878 | 756    | 5.87%  | 901    | 7.0%   | 2,990  | 23.22% | 8,155  | 63.33% |
| 新北市   | 16,792 | 723    | 4.31%  | 916    | 5.45%  | 4,131  | 24.6%  | 10,924 | 65.05% |
| 基隆市   | 1,933  | 121    | 6.26%  | 136    | 7.04%  | 504    | 26.07% | 1,170  | 60.53% |
| 宜蘭縣   | 2,865  | 139    | 4.85%  | 138    | 4.82%  | 1,110  | 38.74% | 1,458  | 50.89% |
| 桃園市   | 10,824 | 1,597  | 14.75% | 787    | 7.27%  | 1,698  | 15.69% | 6,663  | 61.56% |
| 新竹縣   | 3,392  | 153    | 4.51%  | 191    | 5.63%  | 1,389  | 40.95% | 1,645  | 48.5%  |
| 新竹市   | 1,955  | 74     | 3.79%  | 112    | 5.73%  | 485    | 24.81% | 1,273  | 65.12% |
| 苗栗縣   | 5,224  | 216    | 4.13%  | 265    | 5.07%  | 1,796  | 34.38% | 2,927  | 56.03% |
| 臺中市   | 11,307 | 548    | 4.85%  | 751    | 6.64%  | 3,484  | 30.81% | 6,455  | 57.09% |
| 彰化縣   | 8,115  | 249    | 3.07%  | 325    | 4%     | 4,217  | 51.97% | 3,283  | 40.46% |
| 南投縣   | 4,064  | 159    | 3.91%  | 210    | 5.17%  | 1,905  | 46.88% | 1,764  | 43.41% |
| 雲林縣   | 4,378  | 148    | 3.38%  | 188    | 4.29%  | 2,627  | 60%    | 1,391  | 31.77% |
| 嘉義縣   | 3,862  | 47     | 1.22%  | 92     | 2.38%  | 2,765  | 71.6%  | 938    | 24.29% |
| 嘉義市   | 2,696  | 27     | 1%     | 62     | 2.3%   | 1,748  | 64.84% | 841    | 31.19% |
| 臺南市   | 11,156 | 316    | 2.83%  | 561    | 5.03%  | 3,895  | 34.01% | 6,330  | 56.74% |
| 高雄市   | 16,094 | 632    | 3.93%  | 1,048  | 6.51%  | 4,956  | 30.79% | 9,360  | 58.16% |
| 屏東縣   | 6,390  | 197    | 3.08%  | 370    | 5.79%  | 2,808  | 43.94% | 2,983  | 46.68% |
| 花蓮縣   | 3,435  | 189    | 5.5%   | 243    | 7.07%  | 795    | 23.14% | 2,193  | 63.84% |
| 臺東縣   | 2,765  | 121    | 4.38%  | 117    | 4.23%  | 1,315  | 47.56% | 1,185  | 42.86% |
| 澎湖縣   | 1,376  | 86     | 6.25%  | 79     | 5.74%  | 361    | 26.24% | 841    | 61.12% |
| 金門縣   | 1,609  | 74     | 4.6%   | 23     | 1.43%  | 132    | 8.2%   | 1,377  | 85.58% |
| 連江縣   | 446    | 33     | 7.4%   | 14     | 3.14%  | 65     | 14.57% | 333    | 74.66% |
| 海外黨部 | 6,802  | 179    | 2.63%  | 75     | 1.1%   | 1,165  | 17.13% | 5,340  | 78.51% |